# Завет (1925 – 1943)
„Завет“ (изписване до 1945 година: Заветъ) с подзаглавие Орган на Съюза на тракийските младежки дружества при тракийската организация е българско списание, излизало в София от 1925 до 1941 година.

## История
| Годишнина | Броеве               | Дати                                |
| --------- | -------------------- | ----------------------------------- |
| I         | 1 – 36               | 20 ноември 1925 – 10 ноември 1926   |
| II        | 37                   | 3 декември 1926                     |
| III       | 38 – 65              | 8 ноември 1929 – 1 септември 1930   |
| IV        | 66 – 104             | 20 септември 1930 – 1 октомври 1931 |
| V         | 105 – 120            | 1 ноември 1931 – 3 септември 1932   |
| VI – VII  | по 10 книжки годишно | октомври 1932 – август 1934         |
| XIV       | 603 – 629            | 15 май 1935 – 1 октомври 1936       |
| XV        | 630 – 656            | 15 октомври 1936 – 25 декември 1937 |
| XVI       | 657 – 676            | 15 януари 1938 – 31 декември 1939   |
| XVII      | 677 – 688            | 31 януари 1939 – 31 декември 1939   |
| XVIII     | 689 – 704            | април 1940 – 29 декември 1940       |
| XIX       | 1 – 16               | януари 1941 – декември 1941         |
| XX – XXI  | по 12 книжки годишно | януари 1942 – 10 декември 1943      |

Списанието първоначално излиза три пъти в месеца, на 1-во, 10-о и 20-о число. Печата се в печатницата на Стефан М. Стайков, както и в печатниците „Пряпорец“ и „Борис А. Кожухаров“. От VI годишнина излиза месечно, от брой № 611 – два пъти месечно, а от XIX годишнина отново месечно. Брой № 700 е конфискуван.
Редактори на списанието са: от брой № 66 – Ан. Поптодоров, от брой № 607 – Ив. П. Димитров, от брой № 613 – П. Константинов.
Изданието започва като вестник по решение на І конгрес на Съюза на младежките тракийски дружества. В периода от декември 1926 година до ноември 1929 година вместо него излиза „Младежка Тракия“. По решение на VII конгрес от октомври 1932 година е превърнато в списание, но са запазени името и годишната номерация. От XIV годишнина в 1935 година взима номерацията на спрелия „Тракия“ и го замества като единствен орган на тракийската емиграция. Стои на националистически позиции.